# Moon Kyung-Ja
Moon Kyung-Ja (14 de agosto de 1965) es una exjugadora de baloncesto coreana. Consiguió 1 medalla de plata con Corea del Sur en los Juegos Olímpicos de Los Ángeles 1984.